# Adriaan van Royen

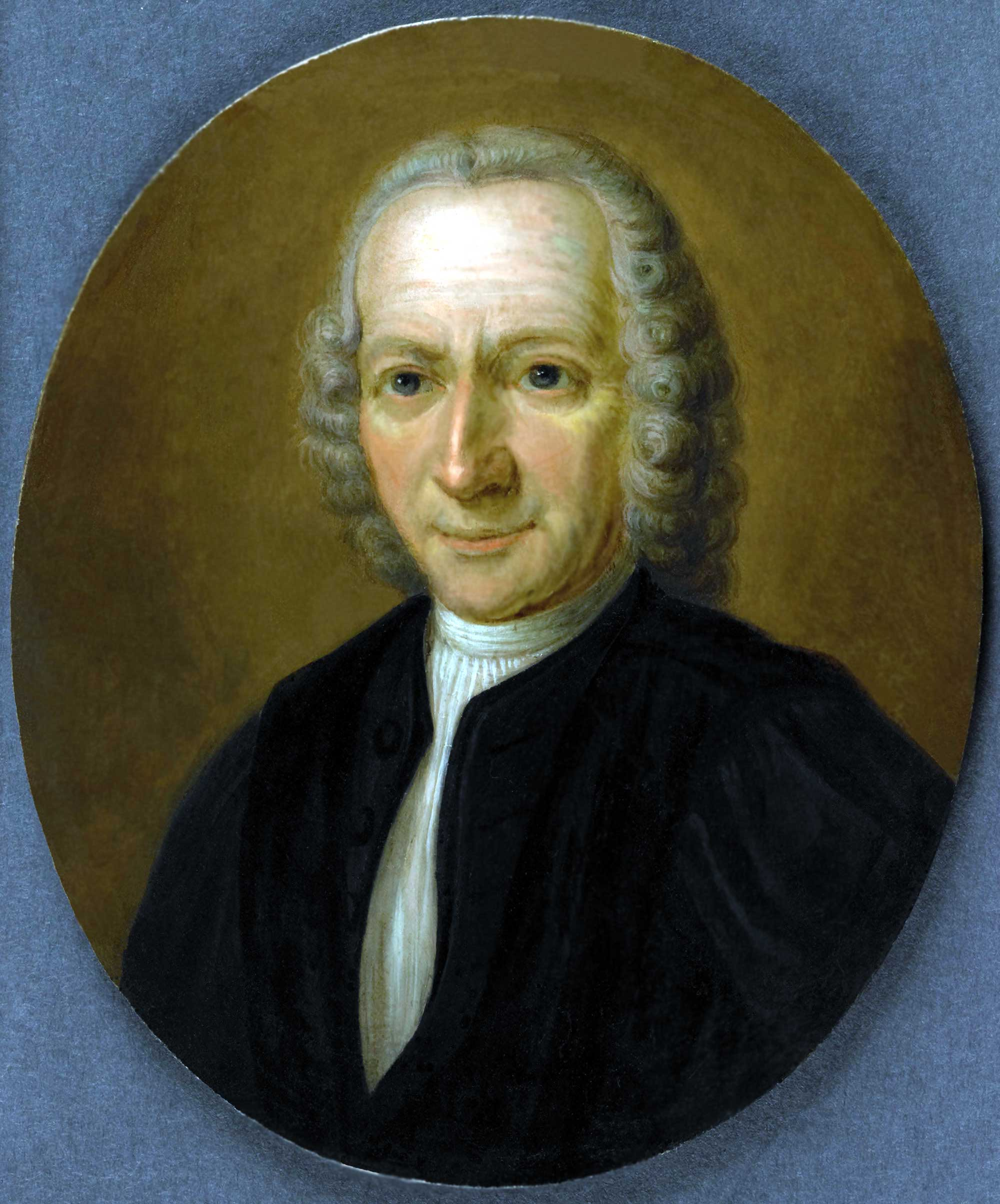
Adriaan van Royen

Adriaan van Royen, oder Adrianus van Royen (* 11. November 1704 in Leiden; † 28. Februar 1779 in Leiden) war ein holländischer Arzt und Botaniker. Sein offizielles botanisches Autorenkürzel lautet „Royen“. Sein Neffe war David van Royen (1727–1799).

## Leben und Wirken
Adriaan van Royen ist der Sohn von Jan van Royen und Cornelia van Groenendijk. Er heiratete Adriana Johanna Wesselius, die Tochter von Professor Johannes Wessel und dessen Frau Adriana van Ruytenburg. Nach einem Studium der medizinischen Wissenschaften an der Universität Leiden, promovierte er 1728 mit der Arbeit Dissertatio botanico-medica des anatome und œconomia plantarum zum Doktor der Medizin daselbst. Seit dem 27. Juni 1728 ist er aufgrund eines Vorschlages von Hans Sloane, Francis Clifton und Johann Kaspar Scheuchzer Mitglied der Royal Society. Nach seiner Promotion etablierte er sich als Arzt in Leiden und wurde 1729 Dozent der Botanik in Leiden.
1732 wird ihm die Professur der Medizin und Botanik an der Universität Leiden übertragen. Von Herman Boerhaave übernimmt er 1730 die Leitung des Hortus Botanicus, die er bis 1754 ausübt. Die Umgestaltung des Gartens erfolgt gemeinsam mit Carl von Linné. 1754 wird er von seinen Lehrverpflichtungen der Botanik befreit und 1775 emeritiert. Er beteiligte sich auch an den organisatorischen Aufgaben der Leidener Hochschule und war in den Jahren 1742/43, 1758/59 und 1770/71 Rektor der Alma Mater. Royen trat auch als Dichter in Erscheinung.

## Ehrungen
Carl von Linné benannte ihm zu Ehren die Gattung Royena der Pflanzenfamilie der Ebenholzgewächse (Ebenaceae). Die Gattung ist ein Synonym der Gattung Diospyros.

## Schriften (Auswahl)
- Oratio qua jucunda, utilis et necessaria medicinæ cultoribus commendatur doctrina botanica. 1729.
- Carmen elegiacum de amoribus et connubiis plantarum. 1732.
- Florae leydensis prodromus. Leiden 1740 (Digitalisat).
- Oratio de historia morbi, primo et perpetuo therapiæ medicæ fundamento, etc. 1743.
- Carmen seculare in natalem ducentesimum Academiae Batavae,… 1775.